# Ann Stauss
Ann Stauss (* 27. Juli 1981; geborene Olsen) ist eine ehemalige färöische Fußballspielerin, die auch für die Nationalmannschaft zum Einsatz kam.

## Verein
Stauss spielte seit ihrer Jugend bei KÍ Klaksvík. Für den Verein bestritt sie 131 Erstligaspiele. Das erste Pflichtspiel absolvierte sie 1997 in den Gruppenspielen des Pokals beim 10:1-Auswärtssieg gegen B68 Toftir, als sie in der 74. Minute beim Stand von 5:0 für Jensa Sirdal eingewechselt wurde. 1999 absolvierte sie am zweiten Spieltag ihr erstes Ligaspiel bei der 1:7-Auswärtsniederlage gegen VB Vágur, entwickelte sich zur Stammspielerin und stand zudem im Finale des Pokals, welches mit 3:4 nach Verlängerung gegen HB Tórshavn verloren wurde. 2000 gelang das Double aus Meisterschaft und Pokal durch einen 2:0-Finalsieg gegen HB Tórshavn. Zur Meistermannschaft zählten unter anderem Rannvá Biskopstø Andreasen, Malena Josephsen, Annelisa Justesen, Bára Skaale Klakstein und Ragna Biskopstø Patawary. Es folgten elf weitere Meisterschaften und sieben weitere Pokalsiege. Dabei gehörten zusätzlich auch Spielerinnen wie Olga Kristina Hansen, Eyðvør Klakstein und Randi S. Wardum zur Mannschaft. 2012 pausierte Stauss für ein Jahr, ehe sie nach der Saison 2013 zurücktrat.

### Europapokal
Stauss bestritt 19 Spiele in der UEFA Women’s Champions League. In der Vorrunde 2001/02 wurde sie beim 2:1-Sieg gegen USC Landhaus Wien für Jensa Sirdal in der 69. Minute eingewechselt und kam somit zu ihrem ersten Einsatz. Den letzten Auftritt hatte sie in der Qualifikationsrunde 2009/10 beim 4:2-Sieg gegen ZFK Tikvesanka.

## Nationalmannschaft
Stauss kommt auf fünf Länderspiele für die färöische Nationalmannschaft. Ihr Debüt gab sie am 12. Oktober 2004 bei der 1:2-Niederlage im Freundschaftsspiel gegen Irland in Klaksvík. Sie stand in der Startaufstellung und wurde in der 80. Minute gegen Silja á Borg Færø ausgewechselt. Das letzte Mal wurde Stauss am 13. April 2009 bei der 2:3-Niederlage im Freundschaftsspiel gegen Bosnien-Herzegowina in Pitomača berücksichtigt.

## Erfolge
- 12× Färöischer Meister: 2000, 2001, 2002, 2003, 2004, 2005, 2007, 2008, 2009, 2010, 2011, 2013
- 8× Färöischer Pokalsieger: 2000, 2002, 2003, 2004, 2007, 2008, 2011, 2013